# シャルル・ド・ゴール広場

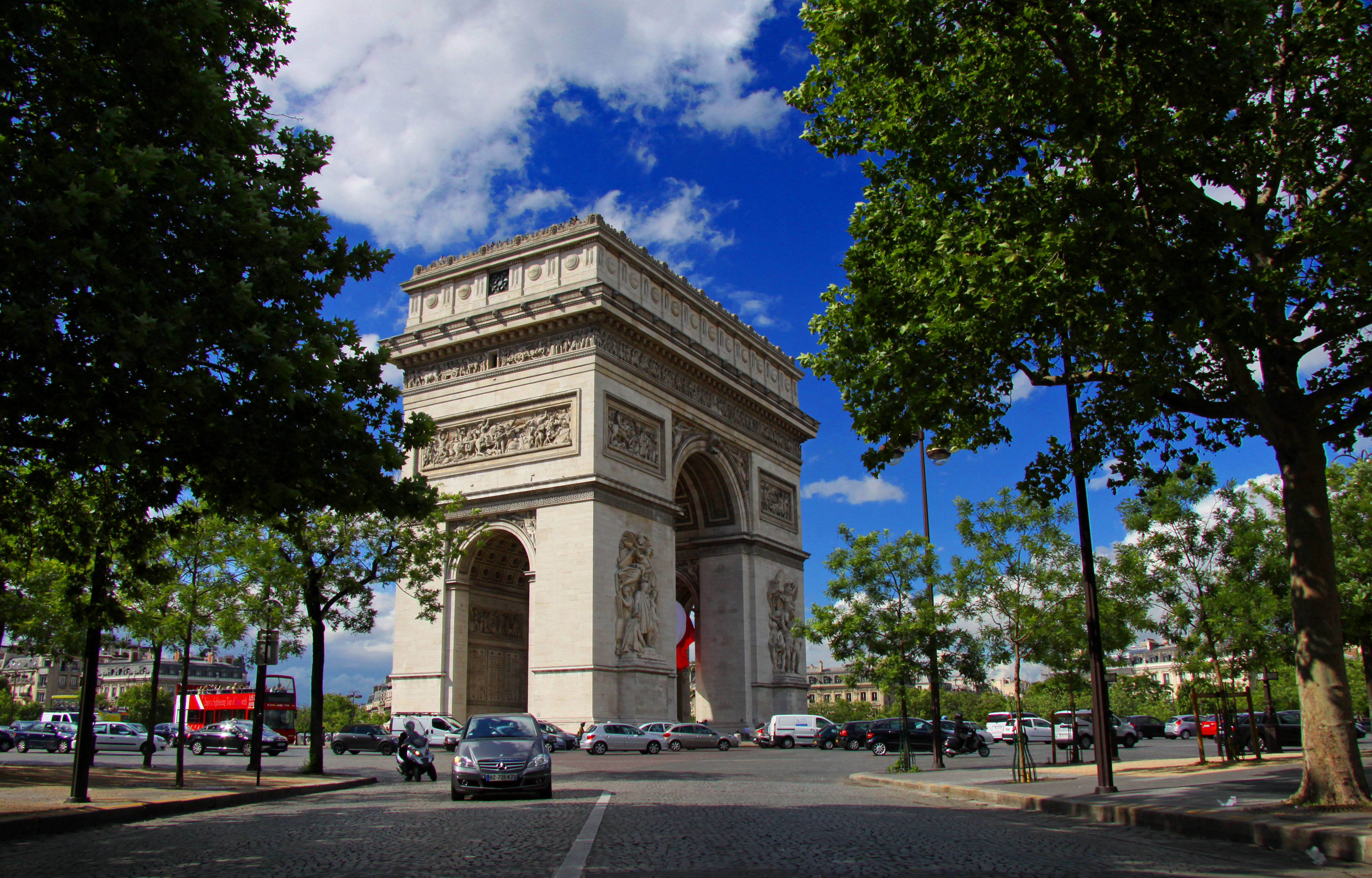
シャルル・ド・ゴール広場

シャルル・ド・ゴール広場（シャルル・ド・ゴールひろば、仏: Place Charles-de-Gaulle）は、フランス・パリにある広場。世界的に有名なエトワール凱旋門のあるラウンドアバウトの広場として有名である。

## 概要
シャンゼリゼ通りの西側の始点にある広場である。もともとこの広場はエトワール広場（仏: Place de l'Étoile）と呼ばれていたが、第二次世界大戦にてナチス・ドイツに占領されていたパリを解放したことで知られるシャルル・ド・ゴール将軍（後に大統領）の栄誉をたたえ、1970年にシャルル・ド・ゴール広場と改称された。しかし現在でも「エトワール広場」という名でパリ市民に呼ばれる場合もある。

Place Charles de Gaulle, Paris

## 交通
広場の下にメトロ、及びRERのシャルル・ド・ゴール＝エトワール駅（Charles de Gaulle - Étoile）がある。